# Mixi
mixi(일본어: ミクシィ)는 일본의 인터넷 커뮤니티 사이트이다. 주식회사 믹시(일본어: 株式会社ミクシィ)가 운영한다. 2007년 7월 기준으로 1000만명의 회원에 100만 개의 커뮤니티가 있다.

## 개요
2004년 2월에 서비스를 시작했다.
명칭은 'mix(교류한다)'와 'i(사람)'을 합친다는 점에서 유래했다.
가입하려면 기존 회원의 초대메일을 받고 일본 휴대폰 메일 주소로 인증해야 한다.

## 같이 보기
- 소셜 네트워크 서비스
- 2채널
- 싸이월드